# Иерофей (Косаков)
Епископ Иерофей (болг. Епископ Йеротей, в миру Ивайло Станиславов Косаков; 1 февраля 1977, Велико-Тырново) — епископ Болгарской православной церкви, епископ Агатопольский, викарий Сливенской епархии.

## Биография
В 2003 окончил курс Софийской духовной семинарии.
22 декабря 2003 года митрополитом Сливенским Иоанникием (Неделчевым) был пострижен в монашество и зачислен в братство монастыря святого великомученика Георгия в городе Поморие. Его духовным наставником стал архимандрит Феодосий из Поморийского монастиря.
11 мая 2004 года митрополитом Сливенским Иоаникием в храме святых Кирилла и Мефодия в Бургас был рукоположён в сан иеродиакона.
16 май того же года митрополитом Сливенским Иоаникием в храме Пресвятой Богородицы в Несебре был рукоположён в сан иеромонаха.
1 января 2005 года был назначен игуменом Монастыря святого великомученика Георгия в Поморие.
Внес значительный вклад в развитие монастыря Поморие и его влияние на христианскую жизнь в регионе. Ежегодно в монастыре организовывались детские христианские лагеря.
6 мая 2008 года был возведён в сан архимандрита.
В 2010 году окончил кафедру теологии Шуменского университета им. Епископа Константина Преславского. В настоящее время является докторантом по богословию в том же университете. Его интересы охватывают церковную историю, в особенности болгарского Черноморья.
18 сентября 2014 года решением Священного синода Болгарской православной церкви был избран викарием Сливенской епархии епископом с титулом «Агатопольский».
1 октября 2014 года в храме Успения Пресвятой Богородицы в Сливене состоялась его епископаская хиротония, которую совершили: митрополит Сливенский Иоаникий (Неделчев), митрополит Великотырновский Григорий (Стефанов), митрополит Старозагорский Галактион (Табаков), митрополит Пловдивский Николай (Севастиянов), митрополит Доростольский Амвросий (Парашкевов), митрополит Неврокопский Серафим (Динков), епископ Траянопольский Киприан (Казанджиев), епископ Знепольский Арсений (Лазаров).